# 强齿龙属
强齿龙（属名：Ischyrodon）是巨型肉食性海生爬行动物的一个可疑属，隶属短颈蛇颈龙演化支上龙亚目，生存于中侏罗世（卡洛维阶）的瑞士韦夫林斯维尔。模式种是梅氏强齿龙（I. meriani），以前曾被列为残酷滑齿龙的异名。
强齿龙由赫尔曼·冯·迈尔（Hermann von Meyer）于1838年命名并于1856年描述。贝弗利·霍尔斯特德（Lambert Beverly Tarlo）于1960提出强齿龙与滑齿龙可能是同种生物。丹尼尔·马兹达（Daniel Madzia）与同事2022年一项研究指出，尽管该属牙齿貌似来自滑齿龙或某些类似物种，但可用信息过少因此无法作出可靠归类，故将强齿龙视为疑名而不列为滑齿龙的异名。